# Marjānlū
Marjānlū (persiska: مرجانلو, Mīrjānlū) är en ort i Iran.   Den ligger i provinsen Östazarbaijan, i den nordvästra delen av landet, 500 km nordväst om huvudstaden Teheran. Marjānlū ligger 1 287 meter över havet och antalet invånare är 356.
Terrängen runt Marjānlū är platt åt nordväst, men åt sydost är den kuperad. Runt Marjānlū är det tätbefolkat, med 459 invånare per kvadratkilometer. Närmaste större samhälle är Īlkhchī, 5,8 km öster om Marjānlū. Trakten runt Marjānlū består i huvudsak av gräsmarker.